# جایزه دون بالون
از سال‌های ۱۹۷۶ تا ۲۰۱۰ مجله ورزشی اسپانیایی Don Balón جایزه دون بالون (آقای توپ) را به بهترین بازیکن اسپانیایی، بهترین بازیکن خارجی، بهترین داور و به بازیکنی که بیشترین پیشرفت را در لالیگا داشته اعطا می‌کرد. اهدای این جایزه پس از بسته شدن این مجله در سال ۲۰۱۱ متوقف شد.

## برندگان

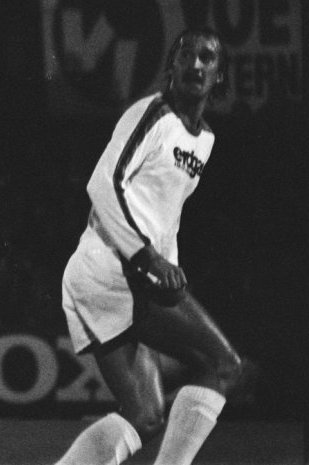
اولی اشتیلیکه آلمانی تنها خارجی رکورد دار با چهار جایزه

| فصل       | بهترین بازیکن اسپانیایی               | بهترین بازیکن خارجی                | بهترین پیشرفت بازیکن           | بهترین مربی                          | بهترین داور                 |
| --------- | ------------------------------------- | ---------------------------------- | ------------------------------ | ------------------------------------ | --------------------------- |
| ۱۹۷۵–۷۶   | میگوئل آنخل گونزالس (رئال مادرید)     | یوهان نیسکنس (بارسلونا)            | –                              | میلیان میلیانیچ (رئال مادرید)        | –                           |
| ۱۹۷۶–۷۷   | خوان گومز (بورگوس)                    | یوهان کرایوف (بارسلونا)            | –                              | لوییر آراگونز (اتلتیکو مادرید)       | –                           |
| ۱۹۷۷–۷۸   | میگوئلی برناردو (بارسلونا)            | یوهان کرایوف (بارسلونا)            | –                              | لوییس مولونی (رئال مادرید)           | –                           |
| ۱۹۷۸–۷۹   | انریکه کاسترو(اسپورتینگ گیخون)        | اولی اشتیلیکه (رئال مادرید)        | –                              | لوییس مولونی (رئال مادرید)           | –                           |
| ۱۹۷۹–۸۰   | رافائل گوردیلو (رئال بتیس)            | اولی اشتیلیکه (رئال مادرید)        | –                              | لوییس مولونی (رئال مادرید)           | –                           |
| ۱۹۸۰–۸۱   | خاویر اوروتیکوئچا (اسپانیول)          | اولی اشتیلیکه (رئال مادرید)        | –                              | آلبرتو اورماتخه آ (رئال سوسیداد)     | –                           |
| ۱۹۸۱–۸۲   | میگول تندییو (والنسیا)                | اولی اشتیلیکه (رئال مادرید)        | –                              | آلبرتو اورماتخه آ (رئال سوسیداد)     | –                           |
| ۱۹۸۲–۸۳   | خوان آنتونیو سنیور (رئال زاراگوزا)    | خوان بارباس (رئال زاراگوزا)        | –                              | خاویر کلمنته (اتلتیک بیلبائو)        | –                           |
| ۱۹۸۳–۸۴   | مانوئل کروانتس (رئال مورسیا)          | خوان بارباس (رئال زاراگوزا)        | –                              | خاویر کلمنته (اتلتیک بیلبائو)        | –                           |
| ۱۹۸۴–۸۵   | میگوئلی برناردو (بارسلونا)            | برند شوستر (بارسلونا)              | –                              | تری ونبلز (بارسلونا)                 | –                           |
| ۱۹۸۵–۸۶   | میشل (رئال مادرید)                    | خورخه والدانو (رئال مادرید)        | خوان کارلوس (رئال والادولید)   | لوییس مولونی (رئال مادرید)           | امیلیو کارلوس گوروکتا       |
| ۱۹۸۶–۸۷   | آندونی زوبیزارتا (بارسلونا)           | هوگو سانچز (رئال مادرید)           | ارنستو والورده (اسپانیول)      | خاویر کلمنته (اسپانیول)              | امیلیو کارلوس گوروکتا       |
| ۱۹۸۷–۸۸   | خوان آنتونیو لارانیاگا (رئال سوسیداد) | آلمائو (اتلتیکو مادرید)            | سباستین لوسادا (اسپانیول)      | لیو بنهاکر (رئال مادرید)             | امیلیو سوریانو آلادرن       |
| ۱۹۸۸–۸۹   | فرناندو گومز (والنسیا)                | اسکار روجری (لوگرونیس)             | لویز میلا (بارسلونا)           | جان توشاک (رئال سوسیداد)             | ویکتوریانو سانچز آرمینیو    |
| ۱۹۸۹–۹۰   | رافائل مارتین باسکس (رئال مادرید)     | هوگو سانچز (رئال مادرید)           | پدرو (لوگرونیس)                | جان توشاک (رئال مادرید)              | امیلیو سوریانو آلادرن       |
| ۱۹۹۰–۹۱   | یون آندونی گویکوتکسا (بارسلونا)       | برند شوستر (اتلتیکو مادرید)        | لوییس انریکه (اسپورتینگ گیخون) | یوهان کرایوف (بارسلونا)              | ایلدفونسو اوریزار ازپیتارته |
| ۱۹۹۱–۹۲   | آگوستین الدواین (بورگوس)              | میکل لادروپ (بارسلونا)             | دلفی جلی (آلباسته)             | یوهان کرایوف (بارسلونا)              | رائول گارسیا د لوزا         |
| ۱۹۹۲–۹۳   | فران (دپورتیوو لاکرونیا)              | میروسلاو دوکیچ (دپورتیوو لاکرونیا) | خولن گوئررو (اتلتیک بیلبائو)   | آرسنیو ایگلاسیاس (دپورتیوو لاکرونیا) | خوان آندوار اولیور          |
| ۱۹۹۳–۹۴   | خولن گوئررو (اتلتیک بیلبائو)          | روماریو (بارسلونا)                 | سرجی بارخوان (بارسلونا)        | ویکتور فرناندز (رئال زاراگوزا)       | آنتونیو خسوس لوپز نیتو      |
| ۱۹۹۴–۹۵   | خوزه امیلیو آماویسکا (رئال مادرید)    | ایوان زامورانو (رئال مادرید)       | رائول (رئال مادرید)            | آرسنیو ایگلاسیاس (دپورتیوو لاکرونیا) | آرتورو داودن ایبانیز        |
| ۱۹۹۵–۹۶   | خوزه لوییس کامینرو (اتلتیکو مادرید)   | پردراگ میاتوویچ (والنسیا)          | ایوان د لا پنا (بارسلونا)      | رادومیر آنتیچ (اتلتیکو مادرید)       | آنتونیو خسوس لوپز نیتو      |
| ۱۹۹۶–۹۷   | رائول (رئال مادرید)                   | رونالدو (بارسلونا)                 | ویکتور (رئال والادولید)        | ویسنته کانتاتوره (رئال والادولید)    | مانوئل مخوتو گونزالز        |
| ۱۹۹۷–۹۸   | آلفونسو پرز (رئال بتیس)               | ریوالدو (بارسلونا)                 | آلبرت سلادس (بارسلونا)         | خاویر ایرورتا (سلتاویگو)             | خوزه ماریا گارسیا آراندا    |
| ۱۹۹۸–۹۹   | رائول (رئال مادرید)                   | لویز فیگو (بارسلونا)               | ژاوی (بارسلونا)                | هکتور کوپر (رئال مایورکا)            | مانوئل مخوتو گونزالز        |
| ۱۹۹۹–۲۰۰۰ | رائول (رئال مادرید)                   | لویز فیگو (بارسلونا)               | ایکر کاسیاس (رئال مادرید)      | خاویر ایرورتا (دپورتیوو لاکرونیا)    | آنتونیو خسوس لوپز نیتو      |

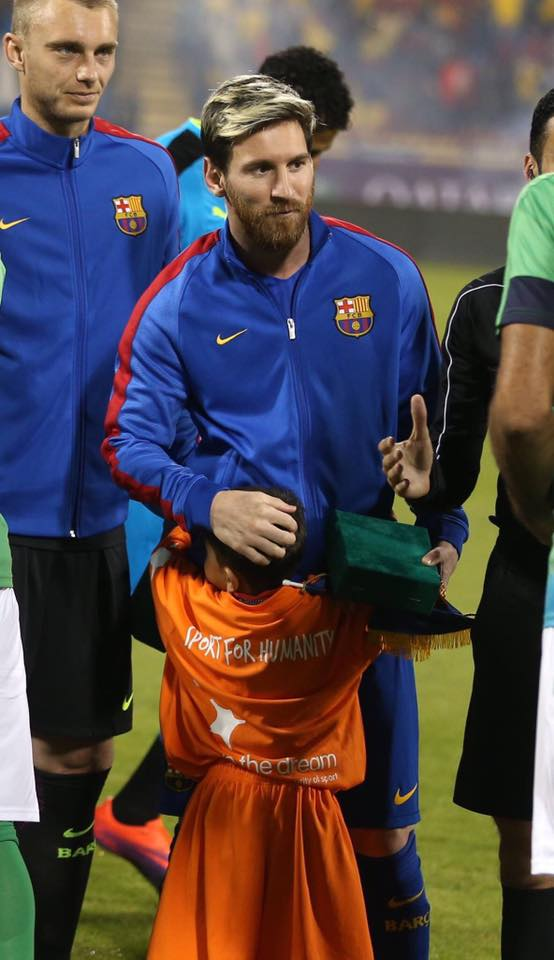
لیونل مسی آخرین خارجی که این جایزه را در سال ۲۰۱۰ کسب نموده‌است،

| ۲۰۰۰–۰۱   | رائول (رئال مادرید)                   | لویز فیگو (رئال مادرید)            | کارلوس پویول (بارسلونا)        | خوزه مانوئل اسنال (دپورتیوو آلاوز)   | خوزه ماریا گارسیا آراندا    |
| ۲۰۰۱–۰۲   | رائول (رئال مادرید)                   | زین الدین زیدان (رئال مادرید)      | خواکین سانچز (رئال بتیس)       | رافائل بنیتز (والنسیا)               | آنتونیو خسوس لوپز نیتو      |
| ۲۰۰۲–۰۳   | ژابی آلونسو (رئال سوسیداد)            | نیهات قهوه‌چی (رئال سوسیداد)        | تیاگو موتا (بارسلونا)          | رینالد دنو (رئال سوسیداد)            | مانوئل مخوتو گونزالز        |
| ۲۰۰۳–۰۴   | ویسنته (والنسیا)                      | رونالدینیو (بارسلونا)              | ژولیو باپتیستا (سویا)          | خاویر ایرورتا (دپورتیوو لاکرونیا)    | سزار مونیز فرناندز          |
| ۲۰۰۴–۰۵   | ژاوی (بارسلونا)                       | خوان رومان ریکلمه (ویارئال)        | سرخیو راموس (سویا)             | فرانک ریکارد (بارسلونا)              | آلبرتو آندیانو مالنسو       |
| ۲۰۰۵–۰۶   | داوید ویا (والنسیا)                   | رونالدینیو (بارسلونا)              | رائول آلبیول (والنسیا)         | فرانک ریکارد (بارسلونا)              | مانوئل مخوتو گونزالز        |
| ۲۰۰۶–۰۷   | سانتی کازورلا (رکریتیوو اوئلوا)       | لیونل مسی (بارسلونا)               | الکسیس (ختافه)                 | خوانده راموس (سویا)                  | آلبرتو آندیانو مالنسو       |
| ۲۰۰۷–۰۸   | مارکوس سنا (ویارئال)                  | سرخیو آگوئرو (اتلتیکو مادرید)      | بویان کرکیچ (بارسلونا)         | گرگوریو مانزانو (رئال مایورکا)       | مانوئل مخوتو گونزالز        |
| ۲۰۰۸–۰۹   | آندرس اینیستا (بارسلونا)              | لیونل مسی (بارسلونا)               | جرارد پیکه (بارسلونا)          | پپ گواردیولا (بارسلونا)              | میگوئل آنخل پرز لاسا        |
| ۲۰۰۹–۱۰   | بورخا والرو (رئال مایورکا)            | لیونل مسی (بارسلونا)               | خاوی مارتینز (اتلتیک بیلبائو)  | پپ گواردیولا (بارسلونا)              | خاویر تورینزو آلوارز        |

### بهترین خارجی‌ها
| بازیکن        | مجموع | فصل                                |
| ------------- | ----- | ---------------------------------- |
| اولی اشتیلیکه | ۴     | ۱۹۷۸–۷۹، ۱۹۷۹–۸۰، ۱۹۸۰–۸۱، ۱۹۸۱–۸۲ |
| لوئیس فیگو    | ۳     | ۱۹۹۸–۹۹، ۱۹۹۹–۲۰۰۰، ۲۰۰۰–۰۱        |
| لیونل مسی     | ۳     | ۲۰۰۶–۰۷، ۲۰۰۸–۰۹، ۲۰۰۹–۱۰          |
| خوان بارباس   | ۲     | ۱۹۸۲–۸۳، ۱۹۸۳–۸۴                   |
| یوهان کرایف   | ۲     | ۱۹۷۶–۷۷، ۱۹۷۷–۷۸                   |
| رونالدینیو    | ۲     | ۲۰۰۳–۰۴، ۲۰۰۵–۰۶                   |
| هوگو سانچز    | ۲     | ۱۹۸۶–۸۷، ۱۹۸۹–۹۰                   |
| برند شوستر    | ۲     | ۱۹۸۴–۸۵، ۱۹۹۰–۹۱                   |

### بهترین اسپانیایی‌ها
| بازیکن          | مجموع | فصل                                           |
| --------------- | ----- | --------------------------------------------- |
| رائول           | ۵     | ۱۹۹۶–۹۷، ۱۹۹۸–۹۹، ۱۹۹۹–۲۰۰۰، ۲۰۰۰–۰۱، ۲۰۰۱–۰۲ |
| میگوئلی برناردو | ۲     | ۱۹۷۷–۷۸، ۱۹۸۴–۸۵                              |

### بهترین مربی‌ها
| مربی              | مجموع | فصل                                |
| ----------------- | ----- | ---------------------------------- |
| لوییس مولونی      | ۴     | ۱۹۷۷–۷۸، ۱۹۷۸–۷۹، ۱۹۷۹–۸۰، ۱۹۸۵–۸۶ |
| خاویر کلمنته      | ۳     | ۱۹۸۲–۸۳، ۱۹۸۳–۸۴، ۱۹۸۶–۸۷          |
| خاویر ایرورتا     | ۳     | ۱۹۹۷–۹۸، ۱۹۹۹–۰۰، ۲۰۰۳–۰۴          |
| یوهان کرایف       | ۲     | ۱۹۹۰–۹۱، ۱۹۹۱–۹۲                   |
| پپ گواردیولا      | ۲     | ۲۰۰۸–۰۹، ۲۰۰۹–۱۰                   |
| آرسنیو ایگلاسیاس  | ۲     | ۱۹۹۲–۹۳، ۱۹۹۴–۹۵                   |
| آلبرتو اورماتخه آ | ۲     | ۱۹۸۰–۸۱، ۱۹۸۱–۸۲                   |
| فرانک ریکارد      | ۲     | ۲۰۰۴–۰۵، ۲۰۰۵–۰۶                   |
| جان توشاک         | ۲     | ۱۹۸۸–۸۹، ۱۹۸۹–۹۰                   |

## تیم دهه
منتشر شده در سال ۲۰۱۰
| دروازه بان  | مدافعین                                  | هافبک‌ها                        | مهاجمین                              |
| ----------- | ---------------------------------------- | ------------------------------ | ------------------------------------ |
| ایکر کاسیاس | کارلس پویول پائولو مالدینی روبرتو کارلوس | ژاوی زین‌الدین زیدان رونالدینیو | لیونل مسی ساموئل اتوئو رونالدو رائول |

## بازیکن دهه
منتشر شده در سال ۲۰۱۰
| Player | Nation         | Votes    |       |
| ------ | -------------- | -------- | ----- |
| ۱      | زین‌الدین زیدان | فرانسه   | ۲۷٬۷٪ |
| ۲      | لیونل مسی      | آرژانتین | ۲۳٬۵٪ |
| ۳      | رونالدو        | برزیل    | ۱۷٬۶٪ |
| ۴      | ژاوی           | اسپانیا  | ۱۵٪   |
| ۵      | رونالدینیو     | برزیل    | ۹٪    |
| ۶      | ایکر کاسیاس    | اسپانیا  | ۷٬۲٪  |